# 霍华德·霍利斯·卡拉威
霍华德·霍利斯·卡拉威（英語：Howard Hollis Callaway，1927年4月2日—2014年3月15日），是一名美国政治家和商人。1973年至1975年，他担任美国陆军部长。此外他还代表乔治亚州担任美国眾议员。
他出生于乔治亚州拉格兰格。2014年，因脑出血，死于亚特兰大，享年86岁。